# 미탄중학교
미탄중학교(美灘中學校)는 대한민국 강원특별자치도 평창군 미탄면 창리에 있는 공립 중학교이다.

## 학교 연혁
- 1952년 9월 5일 : 사립고등공민학교 설립
- 1956년 3월 31일 : 도립고등공민학교 설립인가
- 1964년 12월 19일 : 미탄중학교 설립인가
- 1965년 1월 11일 : 미탄중학교 개교식 거행
- 2025년 1월 2일 : 제58회 졸업식(2명 졸업, 총 3,300명)
- 2025년 3월 1일 : 제33대 구재승 교장 부임
- 2025년 3월 4일 : 2025학년도 입학식(3명 입학)

## 참고 자료
- 미탄중학교 - 한국교육학술정보원 학교알리미